# Rocco Mastroserio
Rocco Mastroserio né le 8 juin 1927 en Italie et mort en mars 1968 aux États-Unis était un dessinateur de comics.

## Biographie
Rocco Mastroserio naît le 8 juin 1927 en Italie. Il émigre très tôt aux États-Unis. Au début des années 1950, il se lance dans une carrière de dessinateur de comics d'abord en encrant des comics policier ou des westerns pour Avon Comics ou Prize Publications. Il dessine ensuite des histoires fantastiques pour ACG et pour Harvey Comics. Il part ensuite pour Charlton Comics où il fera l'essentiel de sa carrière, dessinant ou encrant de très nombreuses séries durant les années 1950 et 1960. Il est plus tard engagé par Archie Goodwin pour dessiner des récits d'horreurs publiés dans les magazines Creepy et Eerie. Il meurt en mars 1968.